# Mandrillus leucophaeus
Il drillo (Mandrillus leucophaeus F. Cuvier, 1807) è un primate della famiglia dei Cercopitecidi, imparentato con i babbuini e ancor più strettamente con il mandrillo (Mandrillus sphinx). Sono riconosciute due sottospecie di drillo: la sottospecie continentale M. leucophaeus leucophaeus, distinguibile per la colorazione a strisce gialle e nere sulla criniera, e il drillo di Bioko, M. leucophaeus poensis, endemico dell'isola di Bioko, in Guinea Equatoriale. Quest'ultima sottospecie si è separata dalla sua controparte continentale in seguito all'innalzamento del livello del mare alla fine dell'ultima era glaciale, circa 10.000 anni fa.
Il drillo è una delle più grandi specie di scimmie ed è considerato in pericolo di estinzione a causa della distruzione dell'habitat e del commercio di carne selvatica (bushmeat). Il mercato di Malabo, la capitale della Guinea Equatoriale, rappresenta il principale punto di vendita di carne di animali selvatici sull'isola di Bioko. Il drillo riveste un ruolo importante nella tradizione culturale legata al consumo di carne selvatica, essendo considerato localmente una carne pregiata e, in alcune regioni, una vera prelibatezza. Tuttavia, la commercializzazione della caccia sull'isola ha reso tale pratica insostenibile.
La caccia al drillo di Bioko è vietata nella maggior parte delle aree protette dell'isola, dove questi animali tendono a concentrarsi. Ciononostante, il divieto è generalmente considerato inefficace e la caccia continua a rappresentare la minaccia principale per le popolazioni insulari di questa specie.

## Descrizione

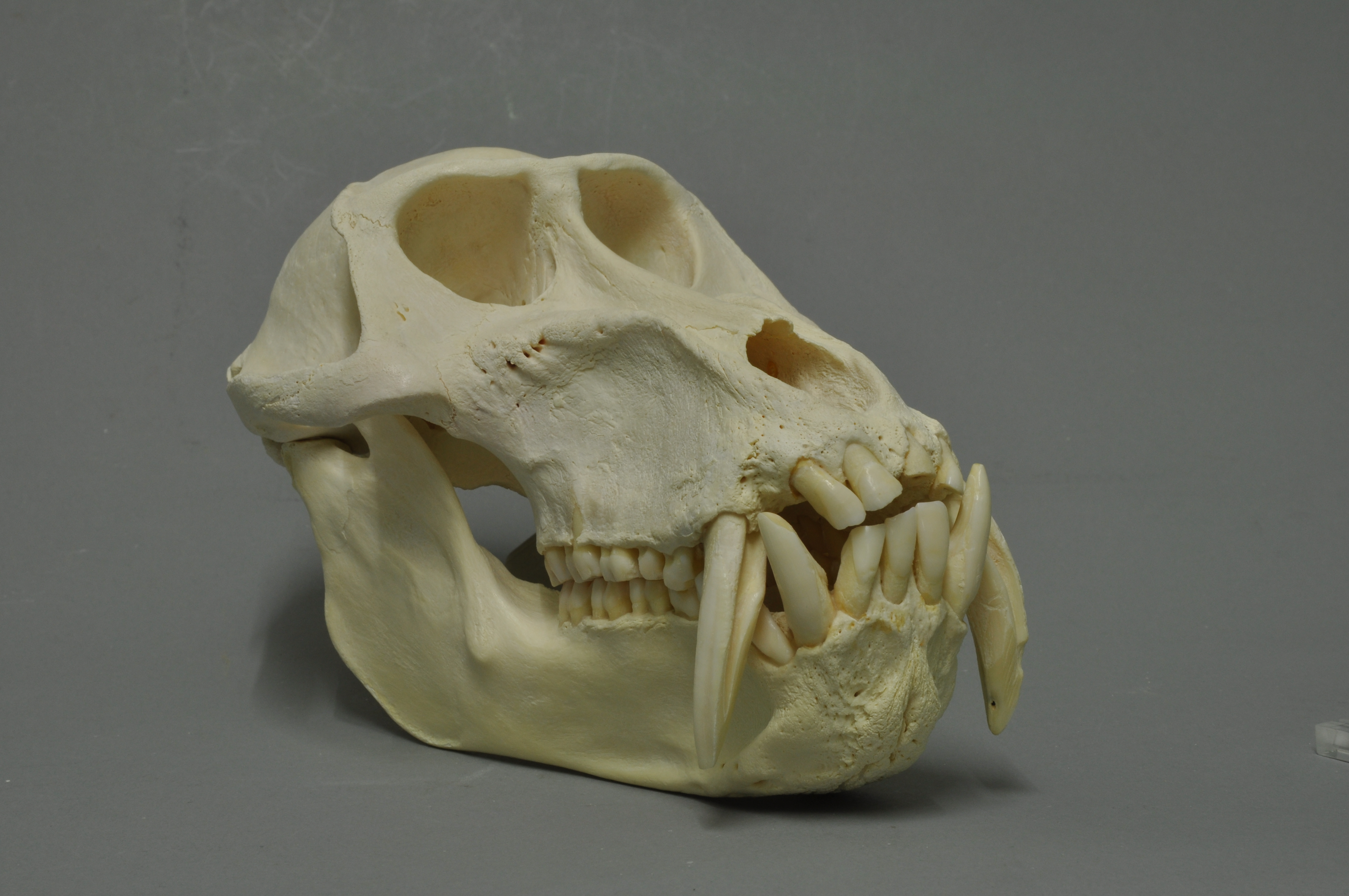
Cranio di drillo

Il drillo presenta un aspetto simile a quello del mandrillo, ma è leggermente più piccolo e privo dei vistosi motivi blu brillante e rosso vivo sul volto. La lunghezza del corpo si aggira in media tra i 67 e i 70 cm, mentre quella della coda è di soli 5–7 cm. Il peso massimo raggiunge circa 20 kg. È presente un marcato dimorfismo sessuale: nei maschi il peso può arrivare fino a 20 kg, mentre nelle femmine fino a 12,5 kg nella sottospecie continentale; nella sottospecie insulare (drillo di Bioko), i maschi raggiungono anch'essi i 20 kg, mentre le femmine si fermano a circa 8,5 kg.

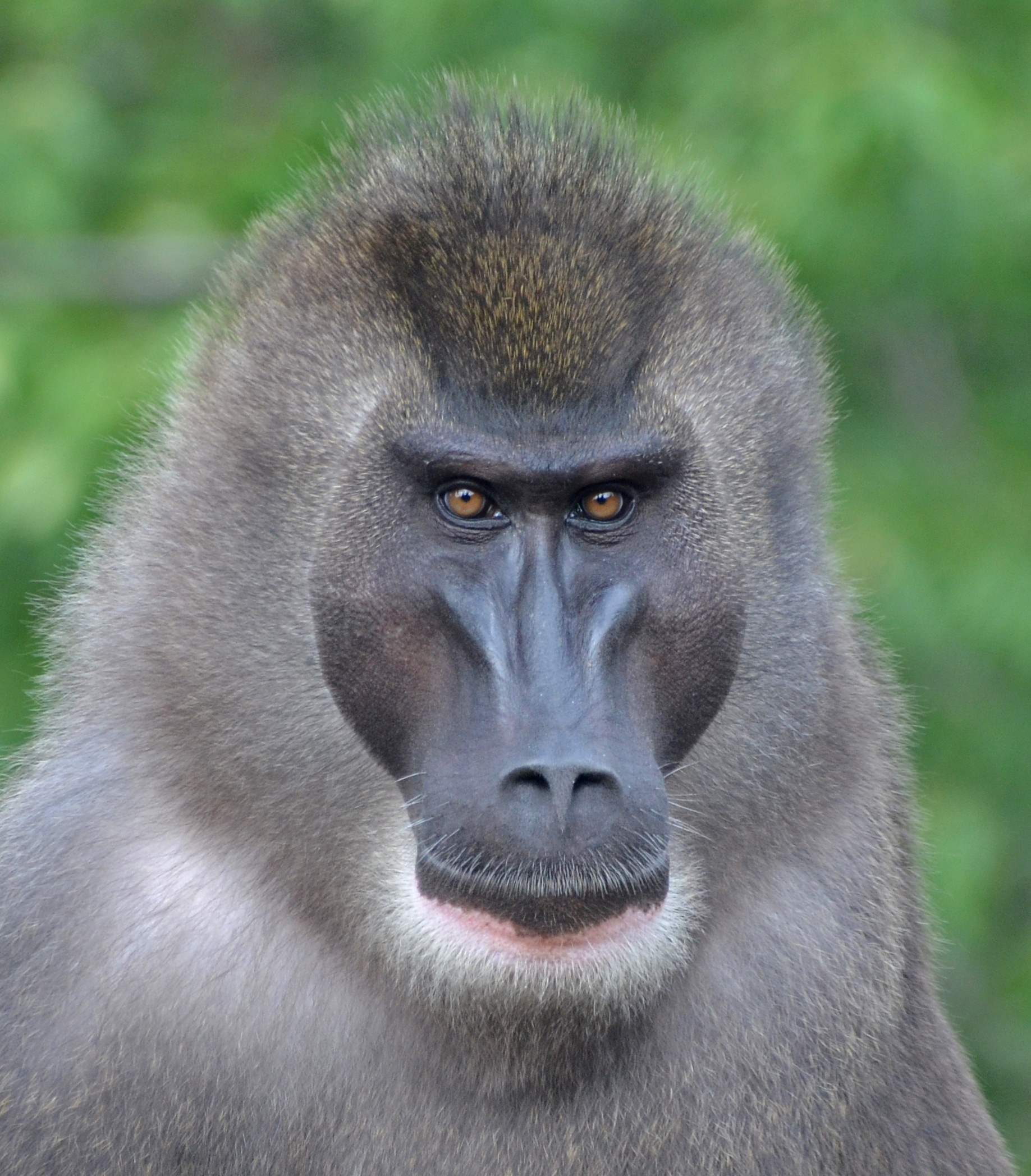
Primo piano del volto di un drillo maschio, al Saint Martin la Plaine

Il corpo è generalmente di colore grigio-marrone scuro sul dorso, mentre il ventre è più chiaro. I maschi adulti presentano il labbro inferiore rosa e il mento bianco; il volto e i rigonfiamenti mascellari sono di colore grigio scuro o nero lucido, con scanalature in rilievo sul naso. La barba, che ricopre il mento e le guance, è di un bianco smorto; mani e piedi sono di colore rame, le callosità ischiatiche e lo scroto sono rosso vivo. Le femmine, invece, non presentano il mento rosa.
Il drillo di Bioko ha un aspetto simile a quello della forma continentale, con un mantello marrone oliva e pelliccia biancastra sul ventre. Si distingue per una criniera giallastra con punte nere che incornicia il volto, mentre nei drilli continentali la criniera è perlopiù bianca.

## Distribuzione e habitat

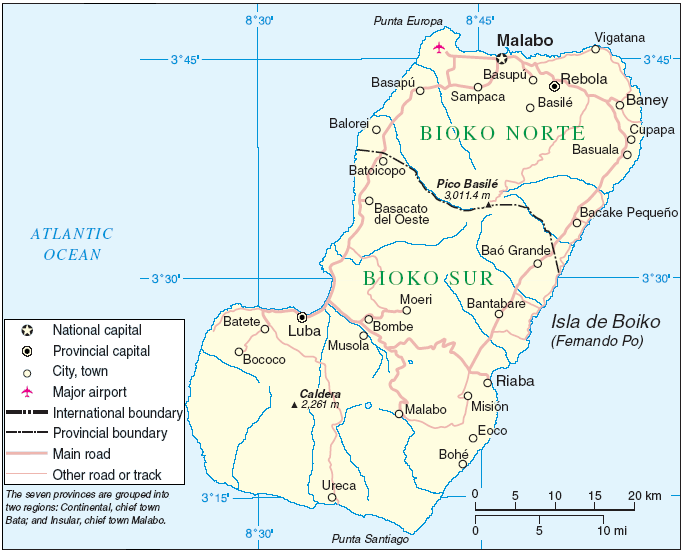
Una mappa dell'isola di Bioko, che ospita la sottospecie endemica. Il drillo vive principalmente nelle parti meridionali dell'isola dove la foresta pluviale è più densa alleviando la pressione venatoria, tuttavia i progressi infrastrutturali dell'isola minacciano questa popolazione.

I drilli vivono esclusivamente nello Stato di Cross River, in Nigeria, nel sud-ovest del Camerun (a sud del fiume Sanaga) e sull'isola di Bioko (dove è presente la sottospecie M. l. poensis), appartenente alla Guinea Equatoriale, in habitat di foresta pluviale tropicale. Il loro areale globale complessivo è inferiore a 40.000 km².
I biomi dell'isola di Bioko sono generalmente suddivisi in tre sottotipi: le foreste pluviali tropicali delle regioni più basse, la foresta montana, caratterizzata da maggiore umidità, temperature più basse e dominata da felci arboree, e infine le foreste muschiose alle altitudini più elevate. I drilli di Bioko prediligono le foreste di pianura, dove tendono a formare gruppi più numerosi, ma sono state documentate popolazioni che abitano aree fino a 2.000 metri di altitudine, tra praterie e zone con fitto sottobosco. Le popolazioni di pianura risultano generalmente più diversificate, potenzialmente grazie a una maggiore varietà di vegetazione, con frutti più abbondanti alle quote inferiori, mentre le altitudini più elevate offrono fonti di cibo più fibrose, come erbe e felci.
Si registrano anche densità relativamente più elevate nella parte sud e orientale dell'isola, dove la scarsa presenza di infrastrutture stradali ha limitato l'accesso ai cacciatori, a differenza delle aree settentrionali, più soggette alla pressione venatoria. L'inaccessibilità di queste regioni ha permesso ai drilli di formare popolazioni più numerose, relativamente indisturbate. Tuttavia, lo sviluppo infrastrutturale e stradale è in rapida espansione e potrebbe rappresentare una minaccia crescente per queste popolazioni. Una delle nuove strade attraversa la Riserva degli Altopiani Meridionali della Gran Caldera, un'area protetta nel sud dell'isola di Bioko, dove si registra la massima densità di drilli. La costruzione stradale rappresenta anche una minaccia diretta per l'habitat, poiché la densità delle popolazioni di drillo tende a diminuire nelle aree adiacenti alle strade.

## Tassonomia
La specie è suddivisa in due sottospecie, riconosciute da alcune autorità scientifiche, mentre altre le considerano semplicemente due popolazioni geograficamente distinte:
- Drillo continentale (Mandrillus leucophaeus leucophaeus) – la sottospecie presente nello Stato di Cross River, in Nigeria, e nel sud-ovest del Camerun, a sud del fiume Sanaga;
- Drillo di Bioko (Mandrillus leucophaeus poensis) – la sottospecie endemica dell'isola di Bioko, parte della Guinea Equatoriale.

Il parente più prossimo del drillo è il mandrillo (Mandrillus sphinx), diffuso dal sud del Camerun attraverso la Guinea Equatoriale continentale (Rio Muni), il Gabon e il Congo. Le due specie sono allopatriche, separate geograficamente dal fiume Sanaga.

## Biologia

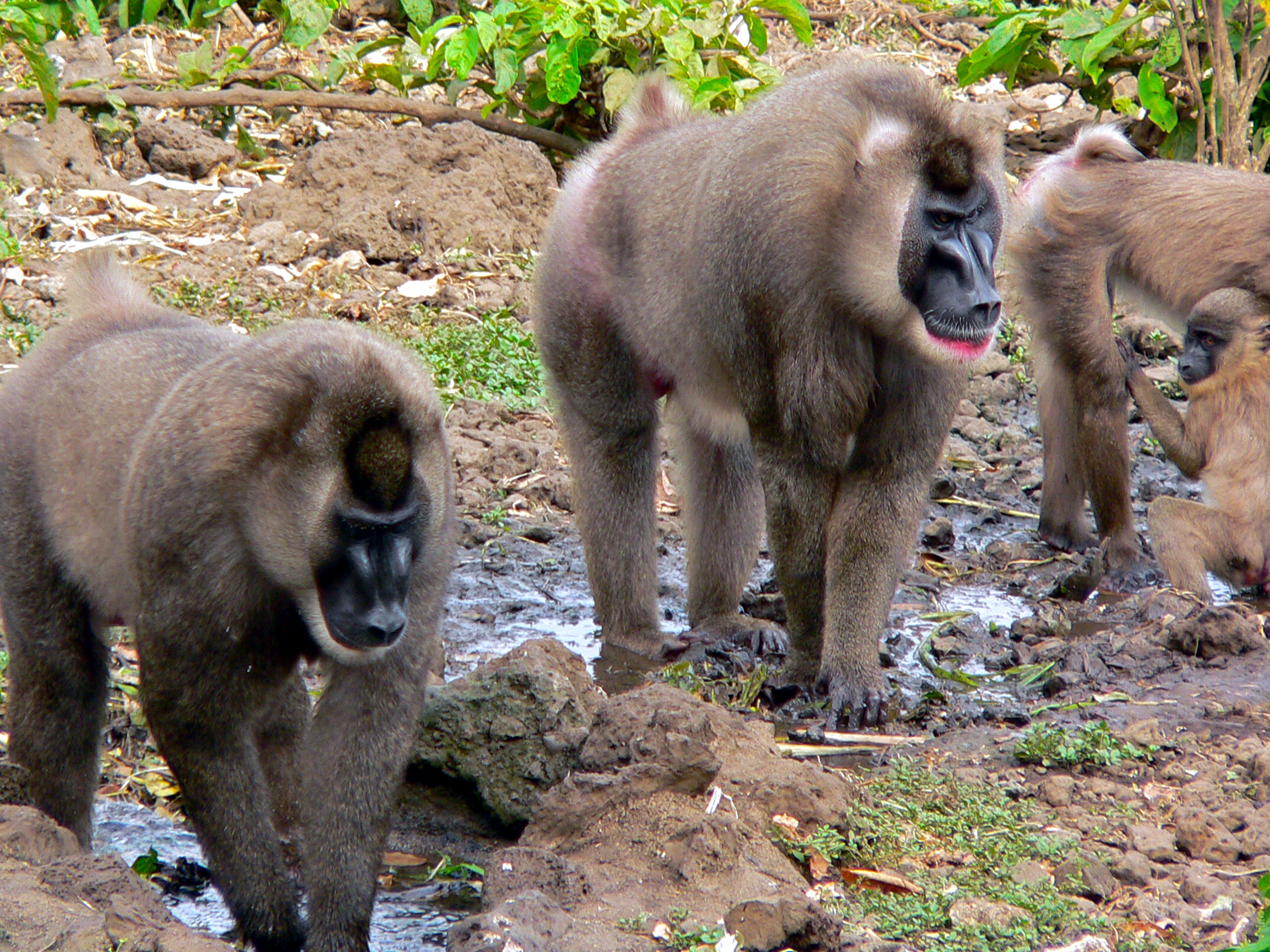
Drillo continentale, al Limbe Wildlife Center, Camerun

### Comportamento sociale
I drilli sono animali diurni e svolgono la maggior parte delle loro attività al suolo. Vivono in gruppi sociali composti da un solo maschio adulto, più femmine e individui giovani, per un totale di circa 25 esemplari. Più gruppi possono associarsi a formare comunità più ampie, che talvolta superano i 200 individui. La comunicazione all'interno del gruppo avviene sia vocalmente sia attraverso gesti.
I drilli di Bioko si concentrano soprattutto nelle foreste di pianura, dove le risorse alimentari sono più abbondanti e costanti, e dove si osservano frequentemente grandi aggregazioni per l'alimentazione collettiva. Sono animali altamente sociali, che vivono generalmente in gruppi di circa 20 individui, ma che possono raggiungere anche le 30 unità, composti prevalentemente da femmine adulte e adolescenti. Sono molto vocali e facilmente rintracciabili grazie ai loro richiami. Inoltre, è stato osservato che i drilli di Bioko rispondono ai richiami di allarme dei cefalofi, segno di un'acuta consapevolezza interspecifica del rischio predatorio.
Durante il giorno trascorrono la maggior parte del tempo al suolo, ma per la notte si rifugiano sugli alberi, dove dormono.
Si conosce poco della loro riproduzione. Si pensa che la gestazione duri tra 6 e 7 mesi e si concluda, come per il mandrillo, con la nascita di un solo cucciolo.

### Ricerca del cibo
Il drillo è principalmente terrestre e si nutre in gruppo per diverse ore al giorno sul suolo della foresta, anche se è in grado di arrampicarsi rapidamente sugli alberi in caso di pericolo. Durante la ricerca di cibo, sono stati osservati adottare strategie alimentari complesse, come spezzare i millepiedi a metà per succhiarne le interiora, spellare gli steli per accedere al midollo e cercare larve all'interno di cavità negli alberi.
Il drillo di Bioko è anche considerato un importante dispersore primario di semi, contribuendo al rinnovamento forestale attraverso il consumo e la defecazione di semi e frutti. La loro efficacia deriva in parte dalla loro natura terrestre, che li porta a consumare più frutti caduti e quindi più maturi, con una maggiore probabilità di germinazione dopo il passaggio intestinale. È stato dimostrato che la caccia al drillo di Bioko ha portato alla scomparsa di alberi di latifoglie e giovani piante del sottobosco, indicando un impatto ecologico profondo.
Recenti osservazioni hanno evidenziato un cambiamento comportamentale causato dalla pressione venatoria: i drilli passano sempre più da una dieta frugivora al consumo di materiale erbaceo. Questo cambiamento alimentare ha prolungato i tempi di foraggiamento, che oggi risultano i più lunghi tra tutti i primati dell'isola.

### Dieta
La dieta dei drilli di Bioko varia a seconda dell'altitudine e del tipo di habitat. Nelle foreste di pianura, dove vivono le popolazioni più numerose, l'alimentazione è prevalentemente frugivora, simile a quella dei drilli continentali. Al contrario, nelle zone montane la dieta si compone principalmente di materiali erbacei meno nutrienti, come midollo, foglie e funghi. A quote più elevate, i drilli consumano un'ampia gamma di parti vegetali: midollo, steli, fiori, semi, foglie e radici. Sono inoltre capaci di sgusciare le noci di cocco per accedere al contenuto commestibile. Alimenti come la corteccia e i funghi – quest'ultimi rari nella dieta dei primati – fanno anch'essi parte del repertorio alimentare dei drilli.
I drilli di Bioko consumano anche piccoli animali. La dieta comprende insetti (come coleotteri, imenotteri, formiche, mosche e vespe), millepiedi, crostacei terrestri come granchi, e la lumaca gigante africana. In alcune occasioni sono stati rinvenuti resti di roditori e rane nelle loro feci, e alcuni individui sono stati osservati mentre cercavano uova di tartarughe marine sulle spiagge. La loro reazione ai richiami di allarme dei cefalofi potrebbe indicare anche un potenziale comportamento opportunistico predatorio nei loro confronti.

## Conservazione
La specie è minacciata sia dalla distruzione dell'habitat che dalla caccia, ed è attualmente uno dei primati più rari al mondo. Si stima che la popolazione totale non superi i 3000 individui. La IUCN classifica il drillo (Mandrillus leucophaeus) come specie in pericolo di estinzione (Endangered).